# N'Gonga
N'Gonga è un comune rurale del Niger facente parte del dipartimento di Boboye nella regione di Dosso.